# Ischnocoelia chlorotica
Ischnocoelia chlorotica är en stekelart som beskrevs av Giordani Soika 1993. Ischnocoelia chlorotica ingår i släktet Ischnocoelia och familjen Eumenidae. Inga underarter finns listade i Catalogue of Life.